# Arcturidae
Los arctúridos (Arcturidae) son una familia de crustáceos isópodos marinos. Son casi cosmopolitas.

## Géneros
Se reconocen los 22 siguientes:
- Agularcturus Kensley, 1984
- Amesopous Stebbing, 1905
- Arctopsis Barnard, 1920
- Arcturina Koehler, 1911
- Arcturinella Poisson & Maury, 1931
- Arcturinoides Kensley, 1977
- Arcturopsis Koehler, 1911
- Arcturus Latreille, 1829
- Astacilla Cordiner, 1793
- Edwinjoycea Menzies & Kruczynski, 1983
- Idarcturus Barnard, 1914
- Neastacilla Tattersall, 1921
- Parastacilla Hale, 1924
- Spectarcturus Schultz, 1981